# الحارث بن خزمة
الحارث بن خزمة صحابي من بني غنم بن عوف من الخزرج، كان حليفًا لبني عبد الأشهل. أسلم الحارث بن خزمة، وآخى النبي محمد ﷺ بينه وبين إياس بن البكير، وشهد مع النبي محمد المشاهد كلها، وهو الذي جاء بناقة النبي محمد حين ضلت في غزوة تبوك، وقال المنافقون: «إن محمدًا لا يعلم خبر ناقته، فكيف يعلم خبر السماء؟»، فقال النبي محمد لما علم مقالتهم: «إني لا أعلم إلا ما علمني الله، وقد أعلمني مكانها، وإنها في الوادي في شعب كذا»، فانطلق الحارث بن خزمة، فجاء بها.
توفي الحارث بن خزمة في المدينة المنورة سنة 40 هـ، وعمره 67 سنة.